# بول زلوم
بول فينلي زلوم (من مواليد 14 ديسمبر 1951) هو ممثل اميركي ومحرك عرائس من أصل سوري، اشتهر بتمثيل دور Beakman على برنامج تلفزيوني بيكمان ورلد .

## مسار مهني مسار وظيفي
ولد بول زلوم في جاردن سيتي، وتلقى تعليمه في مدرسة Choate (الآن Choate Rosemary Hall) في Wallingford ، كونيتيكت، وبدأ حياته المهنية الترفيهية في Goddard College مع فنانين مقيمين في Bread and Puppet Theatre ، وهي فرقة متخصصة في مسرح منزلي الصنع. كانت جزيرة كوني واحدة من مواقع الأداء الخاصة بهم، حيث قيل إن زالوم قد قدم المشورة إلى «عمدة جزيرة كوني غير الرسمي»، ديك زيغون، حول كيفية جذب الحشود. في عمله الفردي، استخدم الرسوم المتحركة للأشياء الموجودة، والتي يأخذ فيها أشياء متنوعة مثل أواني القهوة وأجهزة الترطيب ويحولها إلى عناصر من السخرية السياسية. سياسته الشخصية ليبرالية. لقد أشار إلى إليزابيث دول ومارغريت تاتشر على أنهما «عازبات يمينية». كما كان من أشد منتقدي السياسة الخارجية للولايات المتحدة منذ أوائل الثمانينيات، بعد أن ساعد في قيادة مسيرة نزع السلاح خلال الحرب الباردة.

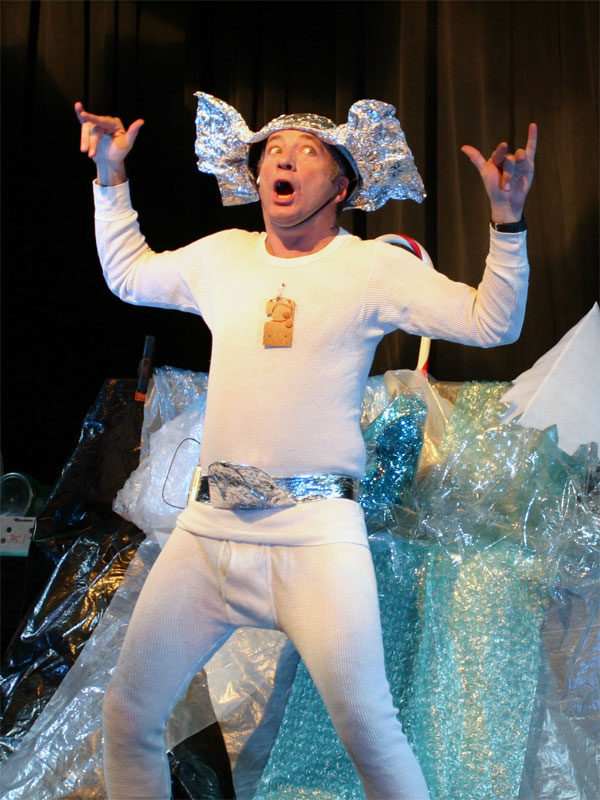
بول زلوم يؤدي أداء مايتي نيس

## الحياة الشخصية
زلوم مثلي الجنس بشكل علني  ولديه ابنة، أماندا إسرائيل فينلي، من زوجته السابقة جين إسرائيل.
من أصل سوري.

## روابط خارجية
- بول زلوم - الصفحة الرئيسية
- بول زلوم على تويتر
- [http://www.imdb.com/name/nm0952464/ Paul Zaloom

] في قاعدة بيانات الأفلام على الإنترنت
- Interview with Paul Zaloom على موقع واي باك مشين (نسخة محفوظة October 20, 2002)
- بيكمان لايف! الصفحة الرئيسية